# 나시다 가즈야
나시다 가즈야(일본어: 梨田 和也, 1960년 10월 7일 ~ )는 일본의 외교관이다. 외무성 국제협력국장을 거쳐 2019년부터 주태국 특명전권대사를 맡고 있다.

## 인물
도쿄도 출신으로 1984년 도쿄 대학 교양학부를 졸업하고 외무성에 입사했다. 주파키스탄 일본대사관 1등 서기관, 주미국 일본대사관 참사관, 외무성 경제국 국제무역과장, 외무성 경제국 정책과장, 외무성 국제협력국 정책과장 등을 역임했다.

## 주요 경력
- 2010년 3월 : 외무성 대신관방 회계과장
- 2011년 9월 1일 : 외무성 대신관방 총무과장 겸 ‘개혁추진본부’ 사무국장
- 2013년 12월 13일 : 외무성 관방장 보좌
- 2013년 12월 19일 : 주이라크 특명전권대사[2]
- 2015년 8월 7일 : 외무성 아시아 대양주국 심의관 겸 남부아시아부 심의관[3]
- 2015년 10월 16일 : 외무성 아시아 대양주국 남부아시아부장[4]
- 2017년 7월 21일 : 외무성 국제협력국장
- 2019년 9월 9일 : 외무성 대신관방부[5]
- 2019년 : 주태국 특명전권대사[6]

그 외에도 2010년부터 2013년까지 일본 축구 협회 국제위원을 맡았다.